# Ptinus hirticornis
Ptinus hirticornis is een keversoort uit de familie klopkevers (Ptinidae). De wetenschappelijke naam van de soort werd in 1867 gepubliceerd door Ernst August Hellmuth von Kiesenwetter.